# Teknisk Gymnasium Christiansbjerg
Teknisk Gymnasium Christiansbjerg (TGC) var et teknisk gymnasium (HTX) fra 1984-2014. Gymnasiet blev grundlagt under navnet Teknisk Gymnasium Risskov i 1984. Det fik det seneste navn, da det flyttede til bydelen Christiansbjerg i 2002, klods op ad AARHUS TECH's hovedafdeling på Halmstadsgade, som gymnasiet også var en del af.
Gymnasiet blev ved skoleåret 2014/15 sammenlagt med Teknisk Gymnasium Aarhus Midtby til Aarhus Gymnasium.

## Kendte studenter
- Anders Eggert (1998-2001)

## Adresser
- 1984-2002: Sindalsvej 9, 8240 Risskov
- 2002-2014: Gøteborg Allé 12, 8200 Aarhus N